# Hydractinia canalifera
Hydractinia canalifera is een hydroïdpoliep uit de familie Hydractiniidae. De poliep komt uit het geslacht Hydractinia. Hydractinia canalifera werd in 1957 voor het eerst wetenschappelijk beschreven door Millard. 